# Terecseny
Terecseny (korábbi nevén Terecsenypuszta) Boldogasszonyfához tartozó településrész Baranya vármegye Szigetvári járásában.

## Fekvése
Terecseny festői szépségű völgyben fekvő törpefalu Baranya és Somogy vármegye határán, a Zselicségben, a 67-es főúttól 1 km-re, ahonnan a 66 132-es számú bekötőúton érhető el. Közúton mért távolsága a legközelebbi falutól, Bőszénfától 3, Boldogasszonyfától 6, Szigetvártól és Kaposvártól pedig egyaránt kb. 20 km.

## Története
A település már egy 1183-as oklevélben szerepel Terecső néven, mint a vátyi székely ispánsághoz tartozó falu.  Feltételezhető, hogy egészen a török uralomig lakott volt, és a török hódítás idején vagy a felszabadító háborúk alatt néptelenedett el. A 18. században már csak pusztaság. Lakóházak ekkor már nem voltak, viszont egy Aligvár nevű csárda épült a területen 1760 körül. A puszta ekkoriban a Batthyányak hatalmas kiterjedésű baranyai és somogyi uradalmainak részét képezte egészen 1856-ig, a birtok eladásáig, onnantól kezdve pedig a bécsi illetőségű Biedermann bankárcsalád volt e terület tulajdonosa.
A 19. század második felében német ajkú zsellérekkel népesült be. A betelepülők jelentős része a szomszédos Németlukafapusztáról érkezett, miután ott megszűnt a Dunántúl egyik utolsó erdei üveghutája.  Az összetartó, szorgalmas sváb közösség hamarosan virágzó kistelepülést hozott létre a pusztaságon.
Terecseny a 20. század első felében élte fénykorát. A századfordulóra épült meg a Kaposvár–Szigetvár vasútvonal, amelynek a falu egyik megállója lett. A falu ebben az időszakban volt a legnépesebb. Noha közigazgatásilag sohasem volt önálló – ekkoriban még Almamellékhez tartozott –, a század első négy évtizedében töretlenül fejlődött. 1930-ban 147 magyar és 99 sváb lakta. A harmincas években elemi iskolája és szatócsboltja is volt.
A II. világháborút és a földosztást követően a falu fejlődése megtorpant, a lakosságszám stagnált. 1950-ben az egész Szigetvári járással együtt Terecsenyt is átcsatolták Somogytól Baranya megyéhez. 1960-ban a településen is megalakult a termelőszövetkezet, »Petőfi« néven, de csak egy évig működött önállóan, majd beolvadt az almamelléki mgtsz-be. 1970 körül megindult a lakosság elvándorlása, főleg a környékbeli városokba (Kaposvár, Szigetvár, Pécs). 1973-ban megszűnt az általános iskola. További nagy törést jelentett a helyi vasútvonal felszámolása 1976-ban, miáltal a terecsenyi állomás funkció nélkül maradt.

### Napjainkban
Terecsenynek 2001-ben 92 fő lakosa volt. A lakosságszám azóta tovább csökkent. Munkaalkalom a faluban gyakorlatilag nincs, csak a turizmusra építő vendéglátás kínál némi megélhetési lehetőséget. A tiszta levegőjű, csendes környezet a külföldieket is vonzza: az utóbbi években hollandok és németek is vettek itt házat.

## Látnivalók
- Harangláb 1894-ből
- II. világháborús hősök emlékkeresztje
- Pintér Árpád tanító emléktáblája az egykori iskola falán